# Pomatorhinus melanurus
A Pomatorhinus melanurus a madarak osztályának verébalakúak (Passeriformes) rendjébe és a timáliafélék (Timaliidae) családjába tartozó faj.

## Rendszerezése
A fajt Edward Blyth angol zoológus írta le 1847-ben.

## Alfajai
- Pomatorhinus melanurus holdsworthi Whistler, 1942
- Pomatorhinus melanurus melanurus Blyth, 1847[2]

## Előfordulása
Dél-Ázsiában, Srí Lanka területén honos. Természetes élőhelyei a szubtrópusi és trópusi síkvidéki és hegyi esőerdők. Állandó, nem vonuló faj.

## Megjelenése
Testhossza 21 centiméter.

## Természetvédelmi helyzete
Az elterjedési területe nem nagy, egyedszáma viszont növekszik. Az élőhelyeinek folyamatos pusztulása és a széttöredezése veszélyezteti. A Természetvédelmi Világszövetség Vörös listáján nem fenyegetett fajként szerepel.